# سنگی‌شدن

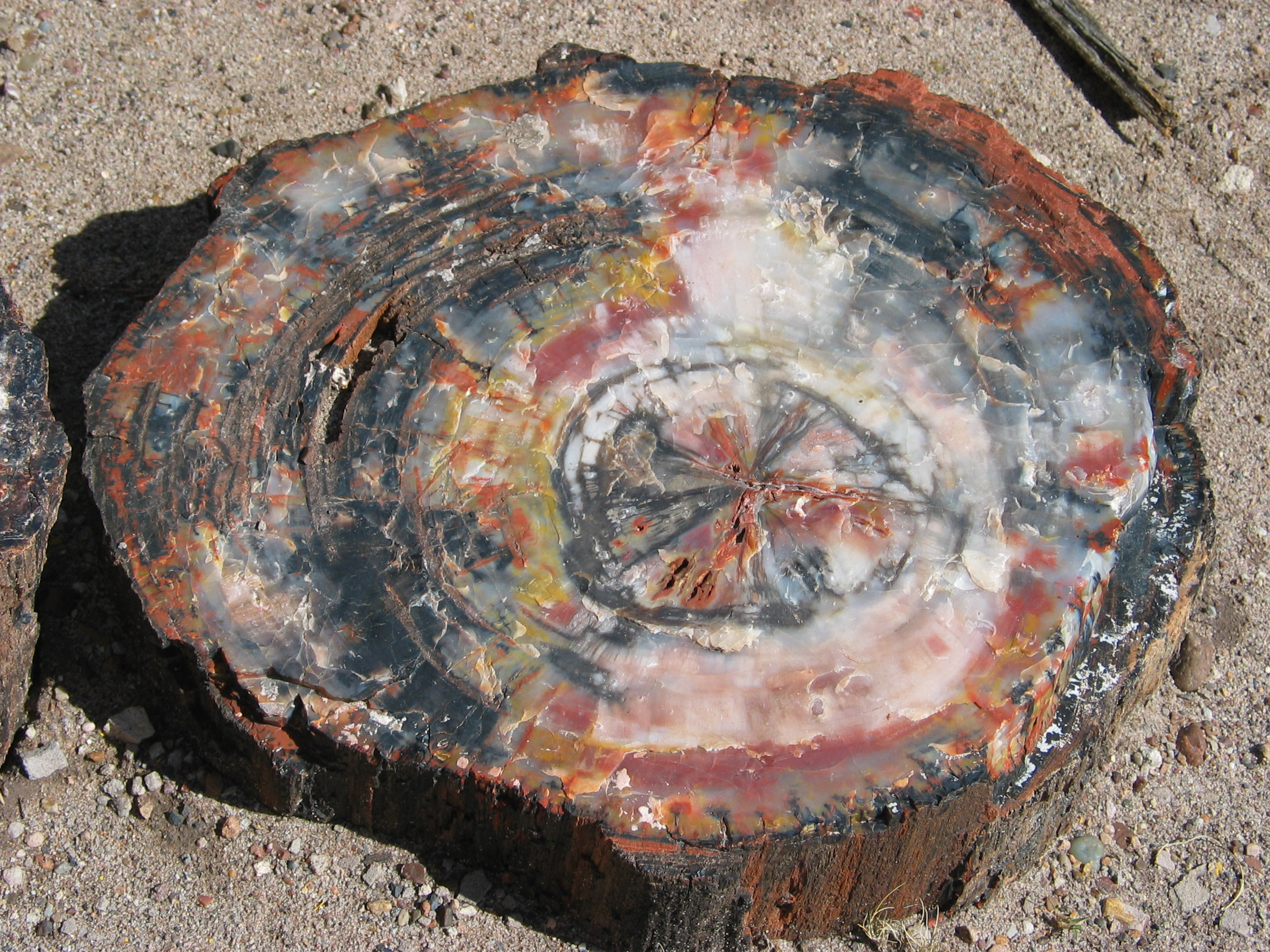
چوب سنگی‌شده که فرایند سنگی‌شدن را گذرانده است، پارک ملی جنگل سنگی‌شده، ایالات متحده.

سنگی‌شدن (انگلیسی: Petrifaction) فرایندی است که طی آن، ماده آلی از طریق جایگزینی مواد اولیه و پر شدن منافذ اصلی با کانی‌ها، به فسیل تبدیل می‌شود. چوب سنگی‌شده نمونه‌ای مشخص از این فرایند است، اما همه موجودات، از باکتری‌ها گرفته تا مهره‌داران، می‌توانند سنگی شوند؛ اگرچه مواد سخت‌تر و بادوام‌تر مانند استخوان، منقار و صدف‌ها بهتر از بقایای نرم‌تر مانند بافت ماهیچه‌ای، پرها یا پوست، در این فرایند زنده می‌مانند. فرایند سنگی‌شدن از طریق ترکیبی از دو فرایند مشابه صورت می‌گیرد: پرکانی‌سازی و جایگزینی. این فرایندها کپی‌هایی از نمونه اصلی ایجاد می‌کنند که تا سطح میکروسکوپی مشابه هستند.